# Блефароспазм
Блефароспа́зм (от др.-греч. βλέφαρον — веко и σπασμός — спазм) — непроизвольное сокращение круговой мышцы глаза, приводящее к стойкому спазматическому смыканию век. Может сопровождаться окулогирными кризами.
По своему характеру может быть тоническим и клоническим. Различают также блефароспазм: 
1) защитный, возникающий при поражении переднего отрезка глаза и обусловленный раздражением рецепторов тройничного нерва; 
2) эссенциальный, который может иметь характер невротических навязчивых действий (тик) или проявляться на фоне органической основы (при хорее, тетании, кортикальной эпилепсии, общем атеросклерозе). 
Иногда блефароспазм является частным проявлением лицевого гемиспазма.

## Лечение
- Устранение основного заболевания.
- препараты ботулотоксина